# زلكوفا
الزلكوفا أو زلقوة (الاسم العلمي: Zelkova) هو جنس من النباتات يتبع فصيلة الدردارية من رتبة الورديات.